# Irvingsholm
Irvingsholm är en herrgård som ligger i Örebro kommun i Tysslinge socken. Den är belägen på en höjd nära sydvästra stranden av sjön Tysslingen. 
Irvingsholm har sitt namn efter översten för Kalmar regemente, Alexander Irving från Skottland. Han bildade gården år 1644 av två gårdar som hans svåger, Melker Falkenberg på Bålby köpt. För vidare ägarelängd, se Svenska Län.
Mangårdsbyggnadens första våning härstammar troligen från 1600-talet, men den andra våningen uppfördes på 1700-talet. Två flyglar finns. Egendomen har en areal på 146 ha, varav 102 ha åker.